# Synodus
Genre
Synodus est un genre de poissons osseux de la famille des synodontidés (poissons-lézards).

## Liste d'espèces
Selon FishBase (20 janvier 2023) :
- Synodus binotatus Schultz, 1953
- Synodus bondi Fowler, 1939
- Synodus capricornis Cressey & Randall, 1978
- Synodus dermatogenys Fowler, 1912
- Synodus doaki Russell & Cressey, 1979
- Synodus evermanni Jordan & Bollman, 1890
- Synodus falcatus Waples & Randall, 1989
- Synodus fasciapelvicus Randall, 2009
- Synodus foetens (Linnaeus, 1766)
- Synodus fuscus Tanaka, 1917
- Synodus gibbsi Cressey, 1981
- Synodus hoshinonis Tanaka, 1917
- Synodus indicus (Day, 1873)
- Synodus intermedius (Spix & Agassiz, 1829)
- Synodus isolatus Randall, 2009
- Synodus jaculum Russell & Cressey, 1979
- Synodus kaianus (Günther, 1880)
- Synodus lacertinus Gilbert, 1890
- Synodus lobeli Waples & Randall, 1989
- Synodus lucioceps (Ayres, 1855)
- Synodus macrocephalus Cressey, 1981
- Synodus macrops Tanaka, 1917
- Synodus macrostigmus Frable, Luther & Baldwin, 2013
- Synodus marchenae Hildebrand, 1946
- Synodus mascarensis Prokofiev, 2008
- Synodus mundyi Randall, 2009
- Synodus nigrotaeniatusAllen, Erdmann & Peristiwady, 2017
- Synodus oculeus Cressey, 1981
- Synodus orientalis Randall & Pyle, 2008
- Synodus pacificus Ho, Chen & Shao, 2016
- Synodus poeyi Jordan, 1887
- Synodus pylei Randall, 2009
- Synodus randalli Cressey, 1981
- Synodus rubromarmoratus Russell & Cressey, 1979
- Synodus sageneus Waite, 1905
- Synodus sanguineus Randall, 2009
- Synodus saurus (Linnaeus, 1758)
- Synodus scituliceps Jordan & Gilbert, 1882
- Synodus sechurae Hildebrand, 1946
- Synodus similis McCulloch, 1921
- Synodus synodus (Linnaeus, 1758)
- Synodus taiwanensis Chen, Ho & Shao, 2007
- Synodus tectus Cressey, 1981
- Synodus ulae Schultz, 1953
- Synodus usitatus Cressey, 1981
- Synodus variegatus (Lacepède, 1803)
- Synodus vityazi Ho, Prokofiev & Shao, 2010

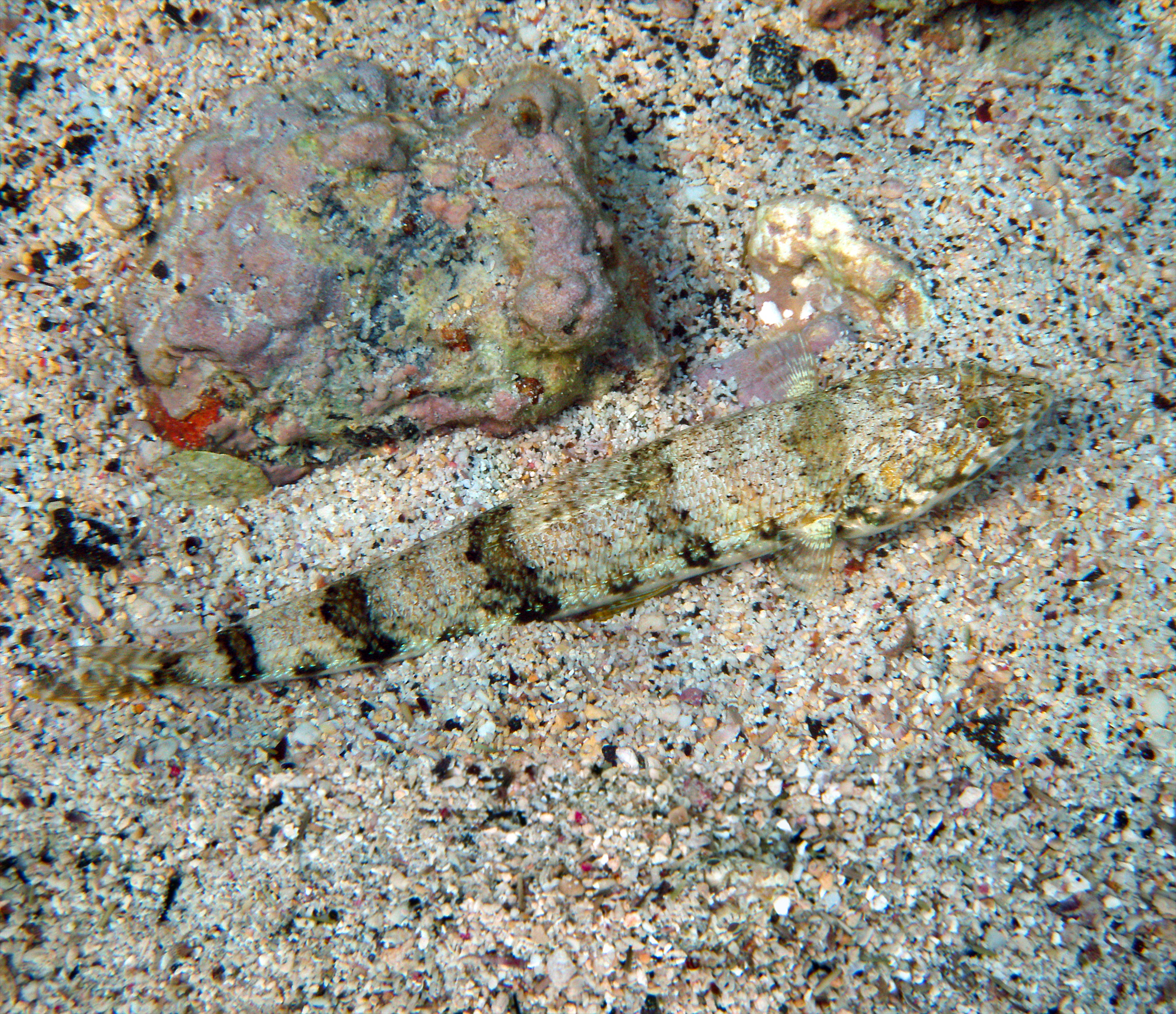
Synodus binotatus
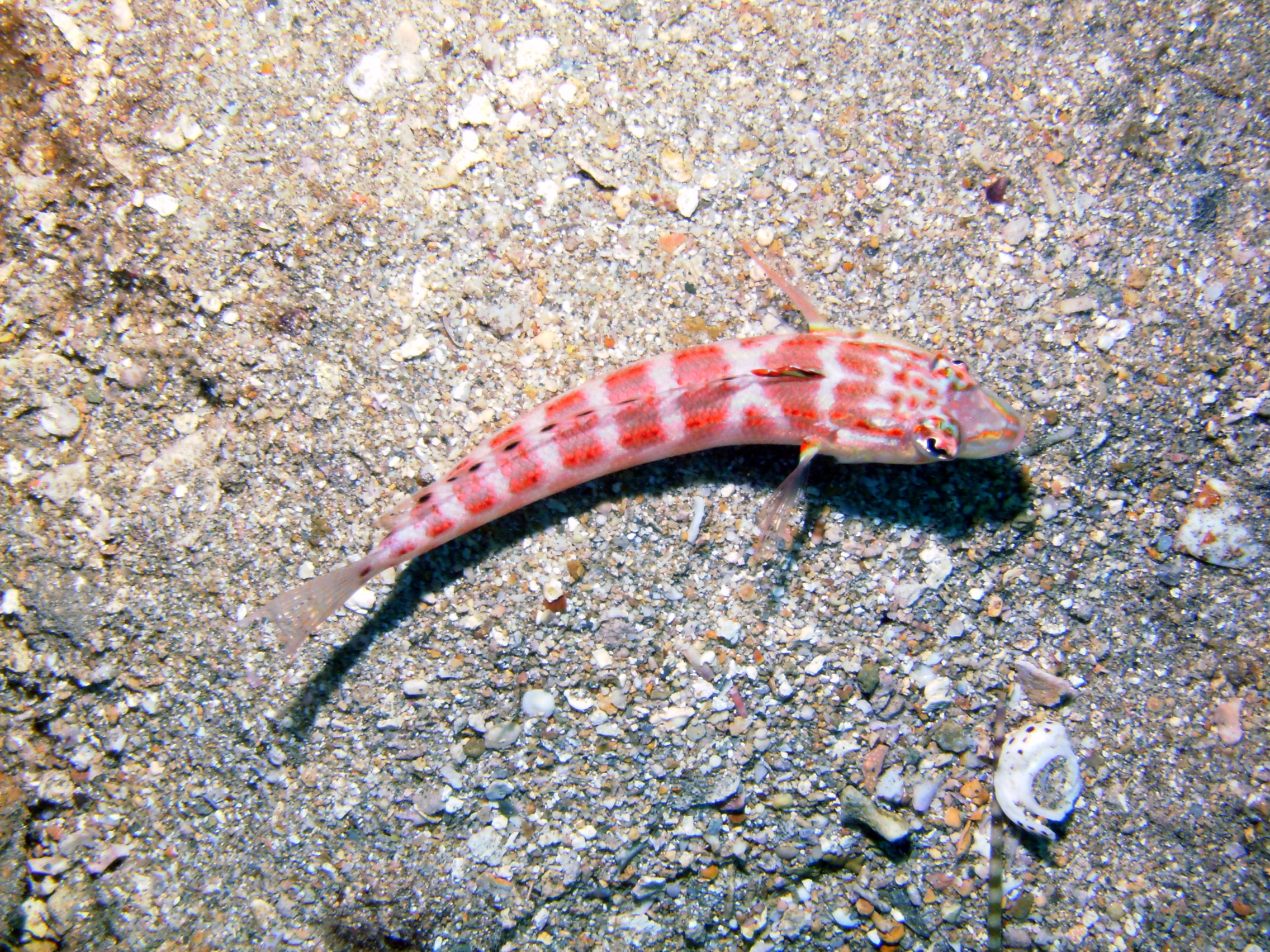
Synodus capricornis
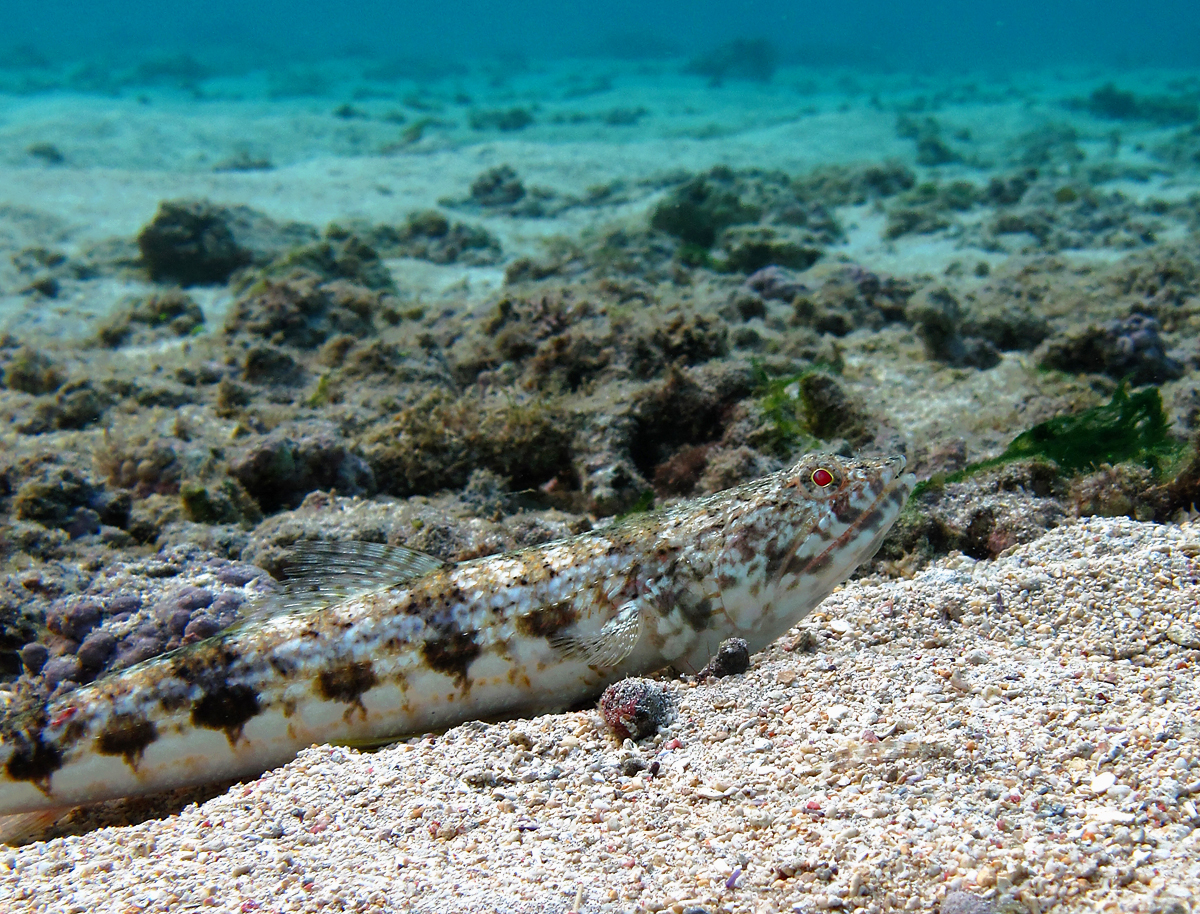
Synodus dermatogenys
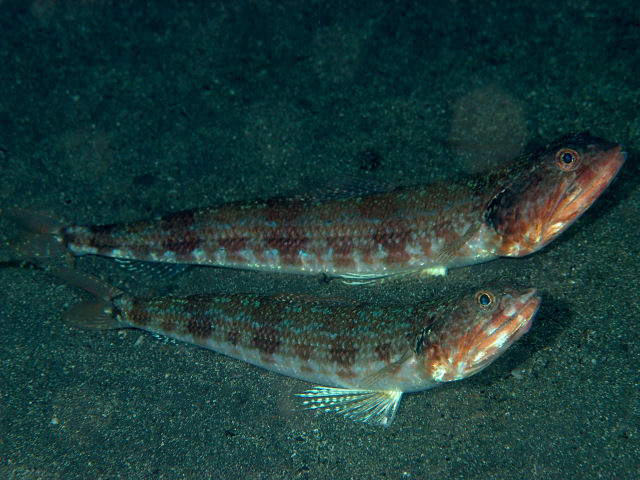
Synodus hoshinonis
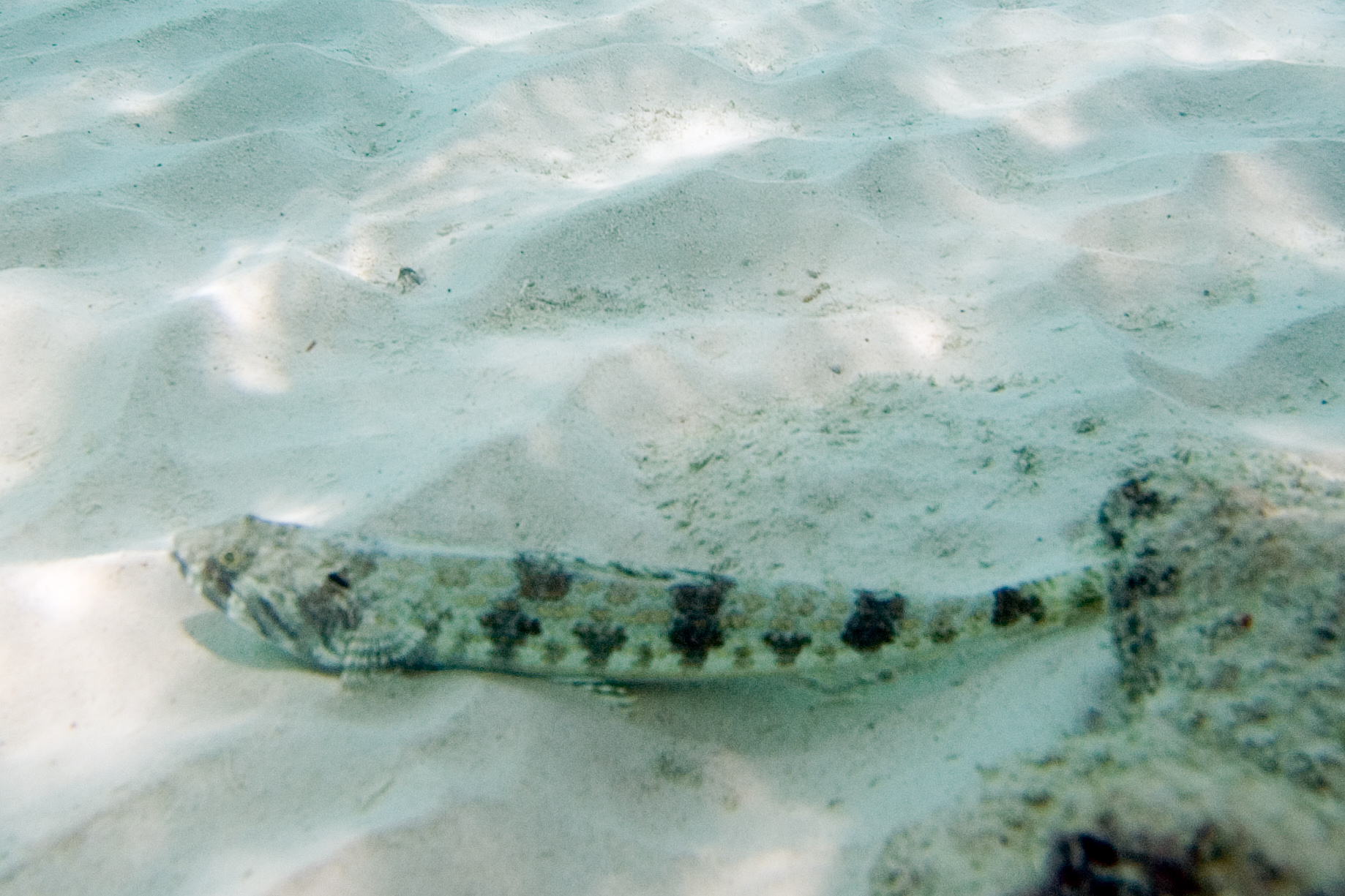
Synodus intermedius
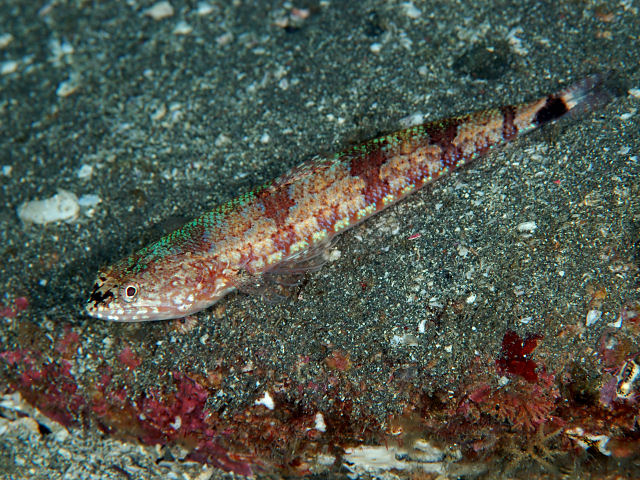
Synodus jaculum
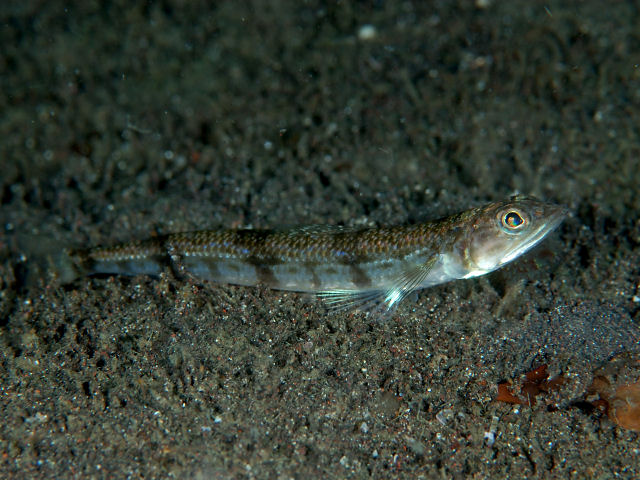
Synodus macrops
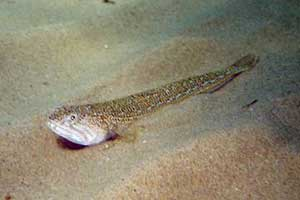
Synodus saurus
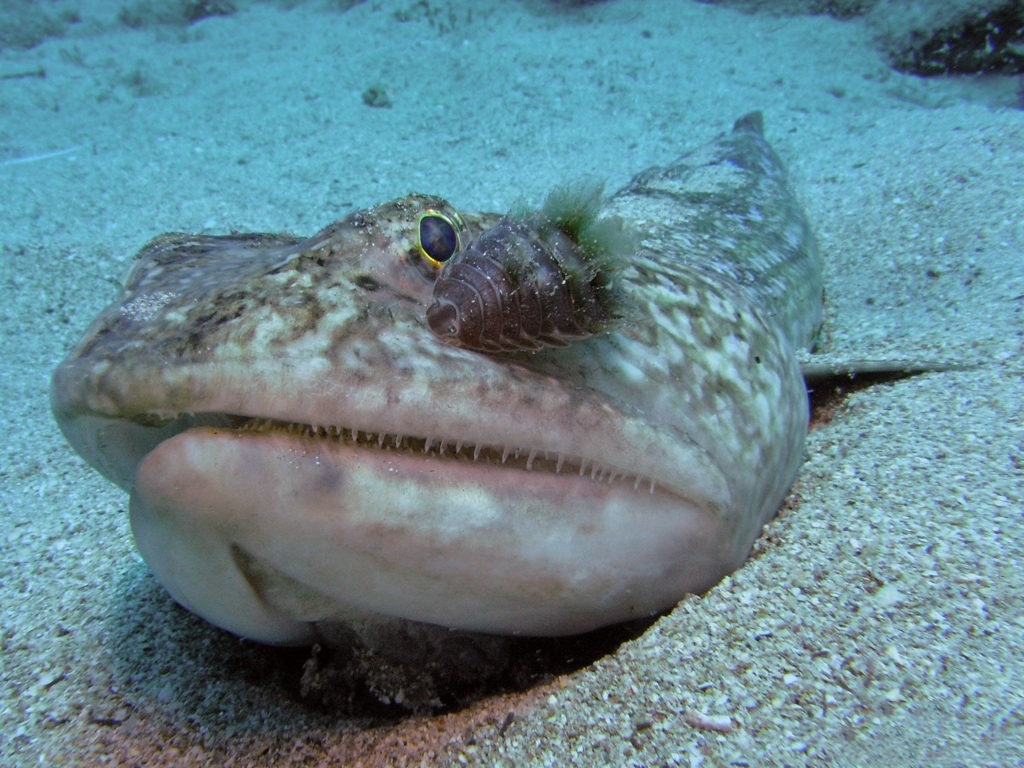
Synodus synodus
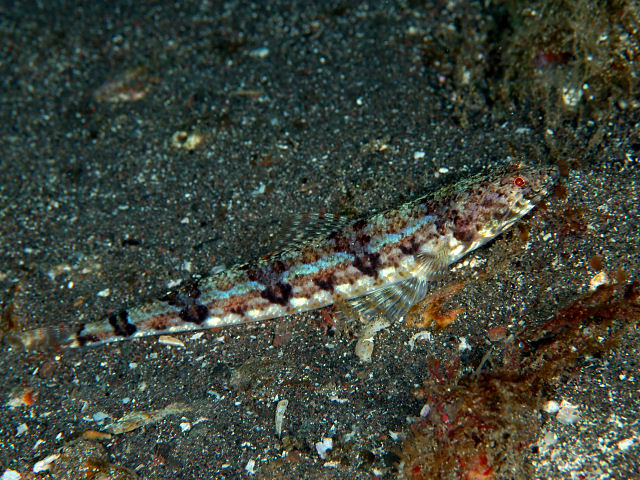
Synodus ulae
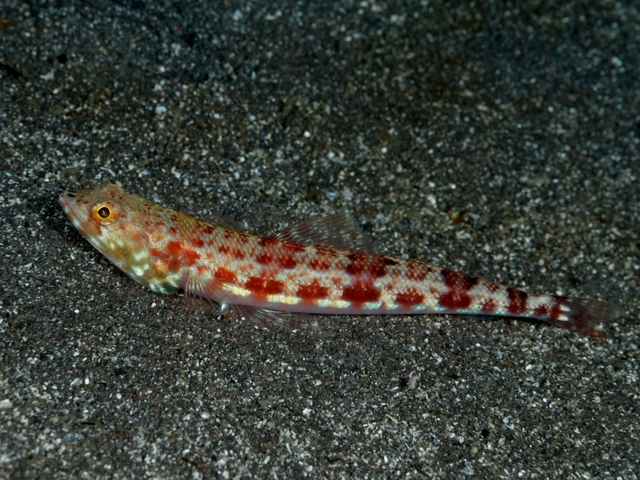
Synodus variegatus